# Frondiculinita
Frondiculinita es un género de foraminífero bentónico de la Subfamilia Ichthyolariinae, de la familia Ichthyolariidae, de la superfamilia Robuloidoidea, del suborden Lagenina y del orden Lagenida. Su especie tipo es Frondicularia (Frondiculina) dubiella. Su rango cronoestratigráfico abarca desde el Liásico medio (Jurásico inferior).

## Clasificación
Frondiculinita incluye a la siguiente especie:
- Frondiculinita dubiella †